# Magico (manga)
Magico (マジコ?, Majiko) è uno shōnen manga scritto e illustrato da Naoki Iwamoto, pubblicato in Giappone dall'editrice Shūeisha e serializzato dal 28 febbraio 2011 al 2 luglio 2012, i cui capitoli sono stati raccolti in 8 tankōbon pubblicati dal luglio 2011 all'ottobre 2012. La versione italiana è curata dall'etichetta J-Pop di Edizioni BD, che ha pubblicato il primo volume il 5 marzo 2016 mentre l'ultimo il 24 maggio 2017.

## Trama
La sedicenne Emma giunge finalmente nella città magica di Hawk Eye dopo essere stata liberata da una prigionia durata per tutto l'arco della sua vita, ma appena arriva, tutti gli uomini della città, incluso il re, si innamorano pazzamente di lei. Così viene costretta dal re a sposarsi con lui, ma durante la cerimonia viene salvata da un mago che si presenta col nome di Shion, uno dei più giovani e talentuosi maghi dell'intera nazione. I due si sono già incontrati in passato ma la ragazza non lo ricorda.
Shion spiega ad Emma che è stata maledetta con l'Echidna, una misteriosa magia che compare una volta ogni 500 anni quando una ragazza nasce con il cuore colmo di una magia oscura talmente potente da essere in grado di distruggere il mondo intero. Con un tale potere si potrebbe ottenere il controllo del mondo, così Shion le spiega che le persone le daranno la caccia per impossessarsi del suo cuore e così di quel potere. Tuttavia, esiste un rituale che potrà liberarla da questa maledizione ma per portarlo a termine i due dovranno intraprendere un lungo e pericoloso viaggio.

## Personaggi
- Shion Elphias Levi (シオン エリファス レビィ?, Shion Erifāsu Rebī): chiamato anche Saggio dell'ovest, è uno dei tre maghi più potenti. Prova un forte sentimento per Emma, la quale gli ha salvato la vita da piccolo, e che desidera solo proteggere e liberare dall'Echidna. Durante il combattimento utilizza una scopa che può manipolare a suo piacimento.
- Emma (エマ?, Ema): rinchiusa fin da piccola in una casa sperduta in un bosco e protetta da un guardiano da cui poi riuscirà a fuggire, scopre, durante il primo incontro con Shion, di essere in possesso dell'Echidna, una rara magia che affligge una persona ogni 500 anni. A causa di questo, ogni mago vuole entrare in possesso del suo corpo al fine di sfruttare la potenza di Echidna. Viaggerà insieme a Shion per rimuovere la magia dal suo corpo tramite un lungo rituale magico.
- Anise (アニス?): è la gatta di Shion, capace di parlare e con un carattere amorevole. Tiene molto a Shion ed Emma e li aiuta nel completare il rituale, sperando che i due possano avere un futuro felice.
- Luu (ルー?, Rū): è una bambina orfana utilizzata come sacrificio dai compaesani del suo villaggio allo scopo di calmare gli dei. Viene trovata in una foresta da Shion ed Emma che decidono di prenderla con loro e trattarla come una figlia.

## Volumi
Il manga è stato serializzato sulla rivista Weekly Shōnen Jump a partire dal numero 13 del 2011, pubblicato il 28 febbraio 2012, fino al numero 31 del 2012, pubblicato il 2 luglio 2012 mentre un capitolo speciale e conclusivo della storia è stato pubblicato su Jump NEXT! l'11 agosto 2012; i 68 capitoli sono stati raccolti in 8 volumi tankōbon pubblicati tra il 4 luglio 2011 ed il 4 ottobre 2012. L'edizione italiana del manga è stata annunciata da J-Pop al Lucca Comics & Games 2015 e pubblicata a partire dal 5 marzo 2016 al 24 maggio 2017.
| Nº | Titolo                      | Data di prima pubblicazione             | Data di prima pubblicazione             |
| Nº | Titolo                      | Giapponese                              | Italiano                                |
| 1  | Ceremony of fate            | 4 luglio 2011 ISBN 978-4-08-870262-9    | 5 marzo 2016 ISBN 978-88-6883-558-3     |
| 2  | For you                     | 2 settembre 2011 ISBN 978-4-08-870290-2 | 4 maggio 2016 ISBN 978-88-6883-616-0    |
| 3  | Meteoric shower             | 2 dicembre 2011 ISBN 978-4-08-870308-4  | 29 giugno 2016 ISBN 978-88-6883-675-7   |
| 4  | With all one's heart        | 2 febbraio 2012 ISBN 978-4-08-870377-0  | 31 agosto 2016 ISBN 978-88-6883-704-4   |
| 5  | Desperately                 | 4 aprile 2012 ISBN 978-4-08-870406-7    | 26 ottobre 2016 ISBN 978-88-6883-705-1  |
| 6  | Recollections made with you | 4 giugno 2012 ISBN 978-4-08-870432-6    | 1º febbraio 2017 ISBN 978-88-6883-706-8 |
| 7  | Smile                       | 3 agosto 2012 ISBN 978-4-08-870481-4    | 22 marzo 2017 ISBN 978-88-6883-707-5    |
| 8  | A way with a flower         | 4 ottobre 2012 ISBN 978-4-08-870520-0   | 24 maggio 2017 ISBN 978-88-6883-708-2   |

La serie ha anche ricevuto un adattamento vomic durante la trasmissione Sakiyomi Jum BANG! ad ottobre 2011 con Romi Paku come doppiatore di Shion e Ai Kayano come doppiatrice di Emma.

## Accoglienza
Durante la prima settimana di vendita, il primo volume ha superato le 32.000 copie vendute mentre il quarto e l'ottavo hanno raggiunto rispettivamente le 26.340 e le 31.158 copie. Il quarto volume raggiunge in seconda settimana le 45.282 copie. I numeri 2, 3, 5, 6 e 7 vendono rispettivamente nelle prime settimane 39.015, 43.182, 37.182, 37.406 e 42.298 copie.